# Списак народних хероја одликованих у току НОР-а
Списак народних хероја одликованих у току Народноослободилачког рата даје преглед свих проглашених и одликованих народних хероја Југославије, од марта 1942. до половине маја 1945. године.
Орден народног хероја био је највише одликовање за храброст Социјалистичке Федеративне Републике Југославије (СФРЈ) и додељиван је за херојске заслуге у току Народноослободилачког рата. Установљен је 15. августа 1943. указом Врховног штаба НОВ и ПОЈ, а пре тога постојало је звање народног хероја, установљено крајем 1941. године. Од 1942. до 1990. орден је додељен укупно 1.394 пута, од чега је одликовано укупно 1.323 бораца и руководилаца Народноослободилачке војске и партизанских одреда Југославије (НОВ и ПОЈ), као и 22 страних држављана.
Одлуке о проглашењу народних хероја у току Народноослободилачког рата најпре је доносио Врховни штаб НОВ и ПОЈ, а од Другог заседања АВНОЈ-а, 29. новембра 1943, Председништво Антифашистичког већа народног ослобођења Југославије. За првог народног хероја проглашен је марта 1942. Петар Лековић, борац Друге пролетерске бригаде. Он је одликован за живота, али је погинуо јуна исте године. До краја Народноослободилачког рата, маја 1945, одликовано је укупно 106 особа, односно свега 7,8% од укупног броја одликованих лица (1.345). Од 106 одликованих њих 97 су били припадници НОВ и ПО Југославије, 7 припадници совјетске Црвене армије и 2 припадници НОВ Албаније. Већину одликованих хероја у току НОР чинили су мушкарци, док су свега троје биле жене — Марија Бурсаћ, Соња Маринковић и Вукица Митровић.
Број одликованих народних хероја се до краја 1945. попео са 106, на 163 особе, али је највећи број народних хероја, њих 1.091 (81%), одликован у периоду од 1951. до 1953. и то најчешће постхумно. Међу првим народним херојима налазили су се истакнути борци и руководиоци НОВ и ПОЈ, као и организатори устанка, од којих су многи одликовани свега пар месеци после погибије, а један мали број и за живота.
Већина народних хероја одликованих у току НОР одликована је постхумно — њих 82, док су свега 24 била жива у тренутку одликовања. По завршетку Народноослободилачког рата, маја 1945. била су жива 23 народна хероја, од чега 16 припадника НОВ и ПОЈ и 7 припадника совјетске Црвене армије. Од припадника НОВ и ПОЈ живи су били — Микан Марјановић и Милоје Милојевић, одликовани 1942. године; Стане Семич Даки, одликован 1943. године; Стојан Грујичић Јаруга, Бошко Каралић, Иван Хариш, Лазар Штековић, Јосип Броз Тито, Душан Пекић и Саво Станојевић, одликовани 1944. године; Милан Жежељ, Данило Јауковић, Ђуран Ковачевић, Лазар Лопичић, Мирко Роквић Шоша и Антон Видмар Лука. Од припадника Црвене армије живи су били — Павел Јакимов, Борис Калинкин, Александар Шорников, Владимир Жданов, Семјон Козак, Андреј Витрук и Григориј Охрименко.

## Одликовани

### Одликовани 1942. године
| Народни хероји Југославије проглашени током 1942. године |                    |                                                                                            |                                       |                                       |             |
| датум проглашења                                         | датум проглашења   | доносилац одлуке о проглашењу                                                              | објављено у                           | објављено у                           | објављено у |
| рб                                                       | народни херој      | функција                                                                                   | у тренутку одликовања                 | реф                                   |             |
|                                                          |                    |                                                                                            |                                       |                                       |             |
| март 1942.                                               | март 1942.         | Врховни штаб НОП и ДВЈ и Централни комитет КП Југославије                                  | „Билтен Врховног штаба“ број 14-15    | „Билтен Врховног штаба“ број 14-15    |             |
| 1                                                        | Петар Лековић      | заменик команданта Првог батаљона Друге пролетерске ударне бригаде                         | жив                                   | [ 1 ] [ 2 ]                           |             |
|                                                          |                    |                                                                                            |                                       |                                       |             |
| август 1942.                                             | август 1942.       | Врховни штаб НОП и ДВЈ                                                                     | „Билтен Врховног штаба“ број 17-18-19 | „Билтен Врховног штаба“ број 17-18-19 |             |
| 2                                                        | Саво Беловић       | командант батаљона у Јужнохерцеговачком партизанском одреду                                | мртав — погинуо маја 1942.            | [ 3 ]                                 |             |
| 3                                                        | Анте Јонић         | командант Првог ударног батаљона средње Далмације                                          | мртав — погинуо 5. августа 1942.      | [ 3 ]                                 |             |
| 4                                                        | Раде Кончар        | секретар ЦК КП Хрватске и члан ЦК КП Југославије                                           | мртав — стрељан 22. маја 1942.        | [ 3 ]                                 |             |
| 5                                                        | Шпиро Мугоша       | заменик команданта Четврте пролетерске црногорске ударне бригаде                           | мртав — погинуо 13. августа 1942.     | [ 3 ]                                 |             |
| 6                                                        | Ђуро Петровић      | командир чете у Четвртој пролетерској црногорској ударној бригади                          | мртав — погинуо 13. августа 1942.     | [ 4 ]                                 |             |
| 7                                                        | Данило Солдатић    | командир чете у Столачком партизанском батаљону                                            | мртав — погинуо 17. маја 1942.        | [ 3 ]                                 |             |
| 8                                                        | Младен Стојановић  | начелник Оперативног штаба за Босанску крајину                                             | мртав — убијен 2. априла 1942.        | [ 3 ]                                 |             |
| 9                                                        | Здравко Челар      | командант Пролетерског батаљона Босанске крајине                                           | мртав — стрељан јула 1942.            | [ 4 ]                                 |             |
| 10                                                       | Симо Шолаја        | командант Другог батаљона Трећег крајишког партизанског одреда                             | мртав — погинуо 11. августа 1942.     | [ 4 ]                                 |             |
|                                                          |                    |                                                                                            |                                       |                                       |             |
| 6. септембар 1942.                                       | 6. септембар 1942. | Врховни штаб НОП и ДВЈ                                                                     | „Билтен Врховног штаба“ број 20-21-22 | „Билтен Врховног штаба“ број 20-21-22 |             |
| 11                                                       | Данило Ђокић       | заменик команданта Романијског партизанског одреда                                         | мртав — погинуо новембра 1941.        | [ 5 ]                                 |             |
| 12                                                       | Слободан Принцип   | командант Оперативног штаба за источну Босну и члан Главног штаба НОПО Босне и Херцеговине | мртав — умро маја 1942.               | [ 5 ]                                 |             |
| 13                                                       | Милан Симовић      | борац Прве пролетерске ударне бригаде                                                      | мртав — убијен 21. јануара 1942.      | [ 5 ]                                 |             |
|                                                          |                    |                                                                                            |                                       |                                       |             |
| 9. септембар 1942.                                       | 9. септембар 1942. | Врховни штаб НОП и ДВЈ                                                                     | „Билтен Врховног штаба“ број 20-21-22 | „Билтен Врховног штаба“ број 20-21-22 |             |
| 14                                                       | Михаило Ђурић      | командир Треће чете Трећег батаљона Друге крајишке ударне бригаде                          | мртав — погинуо августа 1942.         | [ 5 ]                                 |             |
|                                                          |                    |                                                                                            |                                       |                                       |             |
| 6. новембар 1942.                                        | 6. новембар 1942.  | Врховни штаб НОВ и ПОЈ                                                                     | „Билтен Врховног штаба“ број 20-21-22 | „Билтен Врховног штаба“ број 20-21-22 |             |
| 15                                                       | Милоје Милојевић   | заменик команданта Шестог београдског батаљона Прве пролетерске ударне бригаде             | жив                                   | [ 6 ]                                 |             |
|                                                          |                    |                                                                                            |                                       |                                       |             |
| 7. новембар 1942.                                        | 7. новембар 1942.  | Врховни штаб НОВ и ПОЈ                                                                     | „Билтен Врховног штаба“ број 20-21-22 | „Билтен Врховног штаба“ број 20-21-22 |             |
| 16                                                       | Микан Марјановић   | командир Прве чете Првог батаљона Прве крајишке пролетерске ударне бригаде                 | жив                                   | [ 5 ]                                 |             |
|                                                          |                    |                                                                                            |                                       |                                       |             |
| у току 1942. године проглашено је 16 народних хероја     |                    |                                                                                            |                                       |                                       |             |

### Одликовани 1943. године
| Народни хероји Југославије проглашени током 1943. године |                         |                                                                                  |                                    |                                    |             |
| датум проглашења                                         | датум проглашења        | доносилац одлуке о проглашењу                                                    | објављено у                        | објављено у                        | објављено у |
| рб                                                       | народни херој           | функција                                                                         | у тренутку одликовања              | реф                                |             |
|                                                          |                         |                                                                                  |                                    |                                    |             |
| 30. април 1943.                                          | 30. април 1943.         | Врховни штаб НОВ и ПОЈ                                                           | „Билтен Врховног штаба“ број 23-27 | „Билтен Врховног штаба“ број 23-27 |             |
| 1                                                        | Живко Бронзић           | командант Првог ударног батаљона Седме банијске ударне бригаде                   | мртав — погинуо 2. фебруара 1943.  | [ 7 ]                              |             |
| 2                                                        | Зарија Вујошевић        | водник у Првој чети Четвртог батаљона Пете пролетерске црногорске ударне бригаде | мртав — погинуо фебруара 1943.     | [ 7 ]                              |             |
| 3                                                        | Алекса Дејовић          | политички комесар Друге пролетерске ударне бригаде                               | мртав — умро 9. априла 1943.       | [ 7 ]                              |             |
| 4                                                        | Перо Ћетковић           | командант Треће ударне дивизије                                                  | мртав — погинуо 28. марта 1943.    | [ 7 ]                              |             |
|                                                          |                         |                                                                                  |                                    |                                    |             |
| 6. јул 1943.                                             | 6. јул 1943.            | Врховни штаб НОВ и ПОЈ                                                           | „Билтен Врховног штаба“ број 29-31 | „Билтен Врховног штаба“ број 29-31 |             |
| 5                                                        | Сава Ковачевић          | пуковник и командант Треће ударне дивизије                                       | мртав — погинуо 13. јуна 1943.     | [ 8 ]                              |             |
| 6                                                        | Никола Мараковић Нина   | пуковник и командант Седме банијске ударне бригаде                               | мртав — погинуо 13. јуна 1943.     | [ 9 ]                              |             |
|                                                          |                         |                                                                                  |                                    |                                    |             |
| 15. октобар 1943.                                        | 15. октобар 1943.       | Врховни штаб НОВ и ПОЈ, на предлог Штаба Петог корпуса                           | „Билтен Врховног штаба“ број 33    | „Билтен Врховног штаба“ број 33    |             |
| 7                                                        | Марија Бурсаћ           | борац-бомбаш Друге чете Првог батаљона Десете крајишке ударне бригаде            | мртва — умрла 23. септембра 1943.  | [ 10 ]                             |             |
|                                                          |                         |                                                                                  |                                    |                                    |             |
| 20. октобар 1943.                                        | 20. октобар 1943.       | Врховни штаб НОВ и ПОЈ, на предлог Главног штаба НОВ и ПО Словеније              | „Билтен Врховног штаба“ број 33    | „Билтен Врховног штаба“ број 33    |             |
| 8                                                        | Стане Семич Даки        | потпуковник и командант Прве словеначке ударне бригаде „Тоне Томшич“             | жив                                | [ 10 ]                             |             |
|                                                          |                         |                                                                                  |                                    |                                    |             |
| 25. октобар 1943.                                        | 25. октобар 1943.       | Врховни штаб НОВ и ПОЈ, а на предлог Главног штаба НОВ и ПО Словеније            | „Билтен Врховног штаба“ број 32    | „Билтен Врховног штаба“ број 32    |             |
| 9                                                        | Предраг Јевтић          | командант командант Петнаесте словеначке дивизије                                | мртав — погинуо 31. јула 1943.     | [ 11 ]                             |             |
| 10                                                       | Иван Кавчич Нанде       | заменик политичког комесара Главног штаба НОВ и ПО Словеније                     | мртав — погинуо 31. јула 1943.     | [ 11 ]                             |             |
| 11                                                       | Антон Тоне Томшич       | организациони секретар Централног комитета КП Словеније                          | мртав — стрељан 21. маја 1942.     | [ 11 ]                             |             |
| 12                                                       | Милован Шарановић       | начелник Главног штаба НОВ и ПО Словеније                                        | мртав — погинуо 31. јула 1943.     | [ 11 ]                             |             |
| 13                                                       | Љубомир Љубо Шерцер     | командант Мокрешке партизанске чете                                              | мртав — стрељан 22. децембра 1941. | [ 11 ]                             |             |
| 14                                                       | Славко Шландер          | члан ЦК КП Словеније и секретар ПК КП Словеније за северну Словенију             | мртав — стрељан 24. августа 1941.  | [ 11 ]                             |             |
|                                                          |                         |                                                                                  |                                    |                                    |             |
| 25. октобар 1943.                                        | 25. октобар 1943.       | Врховни штаб НОВ и ПОЈ, а на предлог Главног штаба НОВ и ПО Војводине            | „Билтен Врховног штаба“ број 33    | „Билтен Врховног штаба“ број 33    |             |
| 15                                                       | Соња Маринковић         | члан Покрајинског комитета КПЈ за Војводину                                      | мртва — стрељана 31. јула 1941.    | [ 10 ]                             |             |
| 16                                                       | Бошко Палковљевић Пинки | истакнути партизански борац из Срема                                             | мртав — погинуо 10. јуна 1942.     | [ 10 ]                             |             |
| 17                                                       | Станко Пауновић Вељко   | политички комесар Фрушкогорског партизанског одреда                              | мртав — погинуо 31. августа 1942.  | [ 10 ]                             |             |
| 18                                                       | Радивој Ћирпанов        | члан Бироа Покрајинског комитета КПЈ за Војводину                                | мртав — погинуо 5. октобра 1941.   | [ 10 ]                             |             |
| 19                                                       | Јанко Чмелик            | члан Окружног комитета КПЈ за Срем                                               | мртав — стрељан 12. маја 1942.     | [ 10 ]                             |             |
|                                                          |                         |                                                                                  |                                    |                                    |             |
| у току 1943. године проглашено је 19 народних хероја     |                         |                                                                                  |                                    |                                    |             |

### Одликовани 1944. године
| Народни хероји Југославије проглашени и одликовани током 1944. године |                          |                                                  | |                                    |                                    |             |
| датум проглашења                                                      | датум проглашења         | датум проглашења                                 | доносилац одлуке о проглашењу | објављено у                        | објављено у                        | објављено у |
| рб                                                                    | народни херој            | народни херој                                    | функција | у тренутку одликовања              | реф                                |             |
|                                                                       |                          |                                                  | |                                    |                                    |             |
| 18. април 1944.                                                       | 18. април 1944.          | 18. април 1944.                                  | Председништво Антифашистичког већа народног ослобођења Југославије                                                                  | „Билтен Врховног штаба“ број 37-39 | „Билтен Врховног штаба“ број 37-39 |             |
| 1                                                                     | Павле Горанин Илија      | Социјалистичка Федеративна Република Југославија | потпуковник НОВЈ; политички комесар 27. источнобосанске дивизије                                                                    | мртав — погинуо 2. јануара 1944.   | [ 12 ]                             |             |
| 2                                                                     | Јанко Премрл Војко       | Социјалистичка Федеративна Република Југославија | командант Прве приморске бригаде | мртав — умро 22. фебруара 1943.    | [ 13 ]                             |             |
|                                                                       |                          |                                                  | |                                    |                                    |             |
| 20. мај 1944.                                                         | 20. мај 1944.            | 20. мај 1944.                                    | Председништво Антифашистичког већа народног ослобођења Југославије                                                                  | „Билтен Врховног штаба“ број 46-47 | „Билтен Врховног штаба“ број 46-47 |             |
| 3                                                                     | Миодраг Миловановић Луне | Социјалистичка Федеративна Република Југославија | мајор НОВЈ; заменик команданта Друге пролетерске ударне бригаде                                                                     | мртав — погинуо априла 1944.       | [ 14 ]                             |             |
|                                                                       |                          |                                                  | |                                    |                                    |             |
| 25. септембар 1944.                                                   | 25. септембар 1944.      | 25. септембар 1944.                              | Председништво Антифашистичког већа народног ослобођења Југославије                                                                  | „Билтен Врховног штаба“ број 44-45 | „Билтен Врховног штаба“ број 44-45 |             |
| 4                                                                     | Рифат Бурџовић           | Социјалистичка Федеративна Република Југославија | заменик политичког комесара Треће пролетерске ударне бригаде                                                                        | мртав — убијен 2. октобра 1942.    | [ 15 ]                             |             |
| 5                                                                     | Славиша Вајнер Чича      | Социјалистичка Федеративна Република Југославија | командант Романијског партизанског одреда                                                                                           | мртав — погинуо 21. јануара 1941.  | [ 15 ]                             |             |
| 6                                                                     | Стојан Грујичић Јаруга   | Социјалистичка Федеративна Република Југославија | старији водник НОВЈ; заменик команданта Четвртог батаљона Једанаесте крајишке ударне бригаде                                        | жив                                | [ 15 ]                             |             |
| 7                                                                     | Милош Дудић              | Социјалистичка Федеративна Република Југославија | потпуковник НОВЈ и командант Прве шумадијске бригаде                                                                                | мртав — умро јануара 1944.         | [ 15 ]                             |             |
| 8                                                                     | Милан Илић Чича          | Социјалистичка Федеративна Република Југославија | Петог батаљона Прве пролетерске ударне бригаде                                                                                      | мртав — погинуо 21. јануара 1942.  | [ 15 ]                             |             |
| 9                                                                     | Душан Јерковић           | Социјалистичка Федеративна Република Југославија | командант Ужичког партизанског одреда                                                                                               | мртав — погинуо 29. новембра 1941. | [ 15 ]                             |             |
| 10                                                                    | Бошко Каралић            | Социјалистичка Федеративна Република Југославија | поручник НОВЈ; командир чете у Петој крајишкој козарској бригади                                                                    | жив                                | [ 15 ]                             |             |
| 11                                                                    | Филип Кљајић Фића        | Социјалистичка Федеративна Република Југославија | политички комесар Прве пролетерске дивизије                                                                                         | мртав — погинуо 5. јула 1943.      | [ 15 ]                             |             |
| 12                                                                    | Владимир Кнежевић        | Социјалистичка Федеративна Република Југославија | командант Треће пролетерске ударне бригаде                                                                                          | мртав — убијен 2. октобра 1942.    | [ 15 ]                             |             |
| 13                                                                    | Ратко Митровић           | Социјалистичка Федеративна Република Југославија | политички комесар Чачанског партизанског одреда                                                                                     | мртав — обешен 11. децембра 1941.  | [ 15 ]                             |             |
| 14                                                                    | Иван Хариш               | Социјалистичка Федеративна Република Југославија | пуковник НОВЈ; командант Групе диверзантских одреда Главног штаба НОВ и ПО Хрватске                                                 | жив                                | [ 15 ]                             |             |
|                                                                       |                          |                                                  | |                                    |                                    |             |
| 7. септембар 1944.                                                    | 7. септембар 1944.       | 7. септембар 1944.                               | Председништво Антифашистичког већа народног ослобођења Југославије                                                                  | -                                  | -                                  |             |
| 15                                                                    | Павел Јакимов            | Совјетски Савез                                  | гардијски капетан Ратног ваздухопловства Црвене армије; навигатор авиона у Првој ваздухопловној дивизији; Херој Совјетског Савеза   | жив                                | [ 16 ]                             |             |
| 16                                                                    | Борис Калинкин           | Совјетски Савез                                  | гардијски капетан Ратног ваздухопловства Црвене армије; други пилот у Првој ваздухопловној дивизији; Херој Совјетског Савеза        | жив                                | [ 16 ]                             |             |
| 17                                                                    | Александар Шорников      | Совјетски Савез                                  | гардијски мајор Ратног ваздухопловства Црвене армије; пилот у Првој ваздухопловној дивизији; Херој Совјетског Савеза                | жив                                | [ 16 ]                             |             |
|                                                                       |                          |                                                  | |                                    |                                    |             |
| 6. новембар 1944.                                                     | 6. новембар 1944.        | 6. новембар 1944.                                | Председништво Антифашистичког већа народног ослобођења Југославије                                                                  | -                                  | -                                  |             |
| 18                                                                    | Владимир Жданов          | Совјетски Савез                                  | гардијски генерал-лајтант тенковских јединица Црвене армије; командант 4. гардијског механизованог корпуса; Херој Совјетског Савеза | жив                                | [ 16 ]                             |             |
| 19                                                                    | Семјон Козак             | Совјетски Савез                                  | гардијски генерал-мајор; командант 73. гардијске стрељачке дивизије; Херој Совјетског Савеза                                        | жив                                | [ 16 ]                             |             |
|                                                                       |                          |                                                  | |                                    |                                    |             |
| 11. новембар 1944.                                                    | 11. новембар 1944.       | 11. новембар 1944.                               | Председништво Антифашистичког већа народног ослобођења Југославије                                                                  | „Билтен Врховног штаба“ број 46-47 | „Билтен Врховног штаба“ број 46-47 |             |
| 20                                                                    | Франц Розман Стане       | Социјалистичка Федеративна Република Југославија | генерал-лајтант НОВЈ; командант Главног штаба НОВ и ПО Словеније                                                                    | мртав — погинуо 7. новембра 1944.  | [ 17 ]                             |             |
|                                                                       |                          |                                                  | |                                    |                                    |             |
| 15. новембар 1944.                                                    | 15. новембар 1944.       | 15. новембар 1944.                               | Председништво Антифашистичког већа народног ослобођења Југославије                                                                  | „Билтен Врховног штаба“ број 46-47 | „Билтен Врховног штаба“ број 46-47 |             |
| 21                                                                    | Махмут Ибрахимпашић Машо | Социјалистичка Федеративна Република Југославија | мајор НОВЈ; политички комесар Пете крајишке ударне бригаде                                                                          | мртав — погинуо 19. октобра 1944.  | [ 14 ]                             |             |
| 22                                                                    | Лазо Штековић            | Социјалистичка Федеративна Република Југославија | водник НОВЈ; водник у Петој крајишкој ударној бригади                                                                               | жив                                | [ 14 ]                             |             |
|                                                                       |                          |                                                  | |                                    |                                    |             |
| 18. новембар 1944.                                                    | 18. новембар 1944.       | 18. новембар 1944.                               | Председништво Антифашистичког већа народног ослобођења Југославије                                                                  | „Билтен Врховног штаба“ број 46-47 | „Билтен Врховног штаба“ број 46-47 |             |
| 23                                                                    | Иво Лола Рибар           | Социјалистичка Федеративна Република Југославија | члан Врховног штаба НОВ и ПОЈ, председник Земљског одбора УСАОЈ-а и секретар Централног комитета СКОЈ-а                             | мртав — погинуо 27. новембра 1943. | [ 17 ]                             |             |
|                                                                       |                          |                                                  | |                                    |                                    |             |
| 19. новембар 1944.                                                    | 19. новембар 1944.       | 19. новембар 1944.                               | Председништво АВНОЈ-а, на предлог АСНО Србије                                                                                       | „Билтен Врховног штаба“ број 46-47 | „Билтен Врховног штаба“ број 46-47 |             |
| 24                                                                    | Јосип Броз Тито          | Социјалистичка Федеративна Република Југославија | маршал Југославије и Врховни командант НОВ и ПОЈ                                                                                    | жив                                | [ 18 ]                             |             |
|                                                                       |                          |                                                  | |                                    |                                    |             |
| 5. децембар 1944.                                                     | 5. децембар 1944.        | 5. децембар 1944.                                | Председништво Антифашистичког већа народног ослобођења Југославије                                                                  | „Билтен Врховног штаба“ број 46-47 | „Билтен Врховног штаба“ број 46-47 |             |
| 25                                                                    | Иван Лавчевић-Лучић      | Социјалистичка Федеративна Република Југославија | члан Покрајинског комитета КПХ за Далмацију                                                                                         | мртав — убијен 23. децембра 1942.  | [ 19 ]                             |             |
| 26                                                                    | Тоза Марковић            | Социјалистичка Федеративна Република Југославија | политички комесар Главног штаба НОП одреда Војводине                                                                                | мртав — обешен 9. фебруара 1943.   | [ 19 ]                             |             |
| 27                                                                    | Жарко Зрењанин           | Социјалистичка Федеративна Република Југославија | члан ЦК КПЈ и политички секретар ПК КПЈ за Војводину                                                                                | мртав — погинуо 4. новембра 1942.  | [ 19 ]                             |             |
|                                                                       |                          |                                                  | |                                    |                                    |             |
| 6. децембар 1944.                                                     | 6. децембар 1944.        | 6. децембар 1944.                                | Председништво Антифашистичког већа народног ослобођења Југославије                                                                  | „Билтен Врховног штаба“ број 46-47 | „Билтен Врховног штаба“ број 46-47 |             |
| 28                                                                    | Маријан Бадел            | Социјалистичка Федеративна Република Југославија | мајор НОВЈ; политички комесар бригаде „Фрањо Огулинац Сељо“                                                                         | мртав — погинуо 22. јуна 1944.     | [ 19 ]                             |             |
| 29                                                                    | Васиљ Гаћеша             | Социјалистичка Федеративна Република Југославија | командант Банијског партизанског одреда                                                                                             | мртав — погинуо 29. априла 1942.   | [ 19 ]                             |             |
| 30                                                                    | Милисав Дакић            | Социјалистичка Федеративна Република Југославија | заменик команданта Четврте кордунашке бригаде                                                                                       | мртав — погинуо 21. марта 1943.    | [ 19 ]                             |             |
| 31                                                                    | Милош Кљајић             | Социјалистичка Федеративна Република Југославија | капетан НОВЈ; командант Прве кордунашке бригаде                                                                                     | мртав — погинуо 14. јула 1944.     | [ 19 ]                             |             |
| 32                                                                    | Душан Пекић              | Социјалистичка Федеративна Република Југославија | мајор НОВЈ; командант Дванаесте славонске ударне дивизије                                                                           | жив                                | [ 19 ]                             |             |
| 33                                                                    | Мирко Поштић             | Социјалистичка Федеративна Република Југославија | командант Првог батаљона Првог кордунашког одреда                                                                                   | мртав — погинуо 20. марта 1942.    | [ 19 ]                             |             |
| 34                                                                    | Саво Станојевић          | Социјалистичка Федеративна Република Југославија | мајор НОВЈ; командант батаљона у Петој пролетерској црногорској ударној бригади                                                     | жив                                | [ 19 ]                             |             |
|                                                                       |                          |                                                  | |                                    |                                    |             |
| у току 1944. године проглашено је и одликовано 34 народних хероја     |                          |                                                  | |                                    |                                    |             |

### Одликовани 1945. године
| Народни хероји Југославије проглашени и одликовани током 1945. године                      |                         |                                                  | |                                     |                              |             |
| датум проглашења                                                                           | датум проглашења        | датум проглашења                                 | доносилац одлуке о проглашењу | објављено у                         | објављено у                  | објављено у |
| рб                                                                                         | народни херој           | народни херој                                    | функција | у тренутку одликовања               | реф                          |             |
|                                                                                            |                         |                                                  | |                                     |                              |             |
| 12. јануар 1945.                                                                           | 12. јануар 1945.        | 12. јануар 1945.                                 | Председништво Антифашистичког већа народног ослобођења Југославије, Указ 100/45                                                                | „Службени лист МНО“ број 1-3        | „Службени лист МНО“ број 1-3 |             |
| 1                                                                                          | Милан Жежељ             | Социјалистичка Федеративна Република Југославија | потпуковник НОВЈ; командант Гардијске бригаде                                                                                                  | жив                                 | [ 20 ]                       |             |
| 2                                                                                          | Вељко Лукић Курјак      | Социјалистичка Федеративна Република Југославија | командант Седамнаесте мајевичке бригаде | мртав — убијен јуна 1944.           | [ 20 ]                       |             |
| 3                                                                                          | Војислав Манојловић     | Социјалистичка Федеративна Република Југославија | пушкомитраљезац у Трећој српској пролетерској ударној бригади                                                                                  | мртав — умро септембра 1944.        | [ 20 ]                       |             |
|                                                                                            |                         |                                                  | |                                     |                              |             |
| 29. јануар 1945.                                                                           | 29. јануар 1945.        | 29. јануар 1945.                                 | Председништво АВНОЈ-а, на предлог маршала Јосипа Броза Тита, Указ 118/45                                                                       | „Службени лист МНО“ број 1-3        | „Службени лист МНО“ број 1-3 |             |
| 4                                                                                          | Андреј Витрук           | Совјетски Савез                                  | гардијски генерал-мајор Ратног ваздухопловства Црвене армије; командант Десете гардијске јуришне авијацијске дивизије; Херој Совјетског Савеза | жив                                 | [ 20 ]                       |             |
|                                                                                            |                         |                                                  | |                                     |                              |             |
| 12. фебруар 1945.                                                                          | 12. фебруар 1945.       | 12. фебруар 1945.                                | Председништво АВНОЈ-а, на предлог маршала Јосипа Броза Тита, Указ 142/45                                                                       | „Службени лист МНО“ број 1-3        | „Службени лист МНО“ број 1-3 |             |
| 5                                                                                          | Војо Кушић              | Албанија                                         | припадник НОВ Албаније; организатор ударних група у Тирани                                                                                     | мртав — убијен 7. октобра 1944.     | [ 21 ]                       |             |
| 6                                                                                          | Решид Чолаку            | Албанија                                         | припадник НОВ Албаније; командант батаљона | мртав — погинуо 16. јула 1943.      | [ 21 ]                       |             |
|                                                                                            |                         |                                                  | |                                     |                              |             |
| 6. март 1945.                                                                              | 6. март 1945.           | 6. март 1945.                                    | Председништво Антифашистичког већа народног ослобођења Југославије, Указ 154/45                                                                | „Службени лист МНО“ број 1-3        | „Службени лист МНО“ број 1-3 |             |
| 7                                                                                          | Боро Вукмировић         | Социјалистичка Федеративна Република Југославија | члан Главног штаба партизанских одреда за Косово и Метохију                                                                                    | мртав — стрељан 10. априла 1943.    | [ 21 ]                       |             |
| 8                                                                                          | Рамиз Садику            | Социјалистичка Федеративна Република Југославија | члан Главног штаба партизанских одреда за Косово и Метохију                                                                                    | мртав — стрељан 10. априла 1943.    | [ 21 ]                       |             |
|                                                                                            |                         |                                                  | |                                     |                              |             |
| 13. март 1945.                                                                             | 13. март 1945.          | 13. март 1945.                                   | Председништво Антифашистичког већа народног ослобођења Југославије, Указ 162/45                                                                | „Службени лист МНО“ број 1-3        | „Службени лист МНО“ број 1-3 |             |
| 9                                                                                          | Крсто Бајић             | Социјалистичка Федеративна Република Југославија | мајор НОВЈ; политички комесар Треће крајишке пролетерске ударне бригаде                                                                        | мртав — погинуо 23. августа 1944.   | [ 22 ]                       |             |
| 10                                                                                         | Богдан Болта            | Социјалистичка Федеративна Република Југославија | десетар у Првој личкој пролетерској ударној бригади                                                                                            | мртав — погинуо 11. септембра 1944. | [ 22 ]                       |             |
| 11                                                                                         | Милорад Бонџулић        | Социјалистичка Федеративна Република Југославија | командант Трећег батаљона Друге пролетерске ударне бригаде                                                                                     | мртав — погинуо 10. августа 1943.   | [ 22 ]                       |             |
| 12                                                                                         | Душан Дугалић           | Социјалистичка Федеративна Република Југославија | командант Трећег батаљона Друге пролетерске ударне бригаде                                                                                     | мртав — погинуо 14. јула 1942.      | [ 22 ]                       |             |
| 13                                                                                         | Фадил Јахић Шпанац      | Социјалистичка Федеративна Република Југославија | политички комесар Мајевичког партизанског одреда                                                                                               | мртав — убијен 20. фебруара 1942.   | [ 22 ]                       |             |
| 14                                                                                         | Данило Јауковић         | Социјалистичка Федеративна Република Југославија | мајор НОВЈ; командант Пете санџачке ударне бригаде                                                                                             | жив                                 | [ 22 ]                       |             |
| 15                                                                                         | Ђуран Ковачевић         | Социјалистичка Федеративна Република Југославија | мајор НОВЈ; командант Другог батаљона Треће крајишке пролетерске ударне бригаде                                                                | жив                                 | [ 22 ]                       |             |
| 16                                                                                         | Раде Кондић             | Социјалистичка Федеративна Република Југославија | мајор НОВЈ; командант Пете крајишке козарске ударне бригаде                                                                                    | мртав — погинуо 30. августа 1944.   | [ 22 ]                       |             |
| 17                                                                                         | Лазар Лопичић           | Социјалистичка Федеративна Република Југославија | поручник НОВЈ; командир чете у Првом батљаону Четврте пролетерске ударне бригаде                                                               | жив                                 | [ 22 ]                       |             |
| 18                                                                                         | Иван Марковић Ирац      | Социјалистичка Федеративна Република Југославија | командант Мајевичког партизанског одреда | мртав — убијен 20. фебруара 1942.   | [ 22 ]                       |             |
| 19                                                                                         | Тихомир Матијевић       | Социјалистичка Федеративна Република Југославија | командир чете у Другој пролетерској ударној бригади                                                                                            | мртав — погинуо 16. априла 1943.    | [ 22 ]                       |             |
| 20                                                                                         | Саво Машковић           | Социјалистичка Федеративна Република Југославија | мајор НОВЈ; командант Осме црногорске бригаде                                                                                                  | мртав — погинуо 4. децембра 1944.   | [ 22 ]                       |             |
| 21                                                                                         | Владимир Радовановић    | Социјалистичка Федеративна Република Југославија | водник НОВЈ; бомбаш и пушкомитраљезац Првог батаљона Друге пролетерске бригаде                                                                 | мртав — погинуо 3. марта 1943.      | [ 22 ]                       |             |
| 22                                                                                         | Мирко Роквић Шоша       | Социјалистичка Федеративна Република Југославија | водник НОВЈ; командир чете у Трећој крајишкој ударној бригади                                                                                  | жив                                 | [ 22 ]                       |             |
| 23                                                                                         | Милан Станивуковић      | Социјалистичка Федеративна Република Југославија | пуковник НОВЈ; командант Дванаесте славонске дивизије                                                                                          | мртав — погинуо 27. децембра 1944.  | [ 22 ]                       |             |
| 24                                                                                         | Никола Совиљ Нина       | Социјалистичка Федеративна Република Југославија | заменик команданта батаљона у Трећој личкој пролетерској ударној бригади                                                                       | мртав — погинуо 9. августа 1944.    | [ 22 ]                       |             |
| 25                                                                                         | Владо Ћетковић          | Социјалистичка Федеративна Република Југославија | генерал-мајор НОВЈ; командант Осмог далматинског корпуса                                                                                       | мртав — погинуо 20. октобра 1944.   | [ 22 ]                       |             |
| 26                                                                                         | Милорад Умјеновић       | Социјалистичка Федеративна Република Југославија | заменик политичког комесара Другог батаљона Друге пролетерске ударне бригаде                                                                   | мртав — погинуо 4. децембра 1944.   | [ 22 ]                       |             |
| 27                                                                                         | Богољуб Чукић           | Социјалистичка Федеративна Република Југославија | заменик команданта Првог батаљона Друге пролетерске ударне бригаде                                                                             | мртав — погинуо августа 1943.       | [ 22 ]                       |             |
|                                                                                            |                         |                                                  | |                                     |                              |             |
| 30. април 1945.                                                                            | 30. април 1945.         | 30. април 1945.                                  | Председништво АВНОЈ-а, на предлог маршала Јосипа Броза Тита, Указ 183/45                                                                       | „Службени лист МНО“ број 4-7        | „Службени лист МНО“ број 4-7 |             |
| 28                                                                                         | Григориј Охрименко      | Совјетски Савез                                  | капетан друге класе Ратне морнарице Црвене армије; командант бригаде миноловаца у Дунавској ратној флоти                                       | жив                                 | [ 23 ]                       |             |
|                                                                                            |                         |                                                  | |                                     |                              |             |
| 9. мај 1945.                                                                               | 9. мај 1945.            | 9. мај 1945.                                     | Председништво Антифашистичког већа народног ослобођења Југославије, Указ 195/45                                                                | „Службени лист МНО“ број 4-7        | „Службени лист МНО“ број 4-7 |             |
| 29                                                                                         | Милан Благојевић Шпанац | Социјалистичка Федеративна Република Југославија | командант Првог шумадијског партизанског одреда                                                                                                | мртав — убијен 20. октобра 1941.    | [ 23 ]                       |             |
| 30                                                                                         | Антон Видмар Лука       | Социјалистичка Федеративна Република Југославија | потпуковник ЈА; командант Осамнаесте словеначке дивизије                                                                                       | жив                                 | [ 23 ]                       |             |
| 31                                                                                         | Вељко Дугошевић         | Социјалистичка Федеративна Република Југославија | командант Пожаревачког партизанског одреда | мртав — погинуо 18. новембра 1941.  | [ 23 ]                       |             |
| 32                                                                                         | Бранко Крсмановић       | Социјалистичка Федеративна Република Југославија | члан Главног штаба НОП одреда Србије | мртав — погинуо 8. августа 1941.    | [ 23 ]                       |             |
| 33                                                                                         | Милинко Кушић           | Социјалистичка Федеративна Република Југославија | политички комесар Четврте крајишке дивизије | мртав — убио се маја 1943.          | [ 23 ]                       |             |
| 34                                                                                         | Стојан Љубић            | Социјалистичка Федеративна Република Југославија | командант Друге јужноморавске бригаде | мртав — погинуо 15. децембра 1943.  | [ 23 ]                       |             |
| 35                                                                                         | Вукица Митровић         | Социјалистичка Федеративна Република Југославија | чланица Покрајинског комитета КПЈ за Србију | мртва — стрељана 17. децембра 1941. | [ 23 ]                       |             |
| 36                                                                                         | Ратко Павловић Ћићко    | Социјалистичка Федеративна Република Југославија | командант Другог јужноморавског партизанског одреда                                                                                            | мртав — погинуо 26. априла 1943.    | [ 23 ]                       |             |
| 37                                                                                         | Винко Симончич          | Социјалистичка Федеративна Република Југославија | капетан НОВЈ; командант Четрнаесте словеначке дивизије                                                                                         | мртав — умро новембра 1944.         | [ 23 ]                       |             |
| 38                                                                                         | Ђуро Стругар            | Социјалистичка Федеративна Република Југославија | секретар Месног комитета КПЈ за Београд | мртав — убијен септембра 1941.      | [ 23 ]                       |             |
|                                                                                            |                         |                                                  | |                                     |                              |             |
| у периоду од јануара до 9. маја 1945. године проглашено је и одликовано 38 народних хероја |                         |                                                  | |                                     |                              |             |

- Списак народних хероја одликованих у периоду од 17. маја до краја децембра 1945. године можете видети овде.